# Bimbo (Lied)
Bimbo ist ein Country-Kinderlied von Jim Reeves aus dem Jahr 1953 und dessen zweiter Nummer-eins-Hit. Der Titel erschien bei Abbott Records mit dem Titel Gypsy Heart auf der B-Seite.

## Hintergrund
Die Autorenlage ist umstritten. Obwohl auf den Labelstickern der zeitgenössischen Vinyl- und Schellack-Veröffentlichungen Rod Morris als alleiniger Komponist angegeben wird, nennen heute einige Quellen Glenn O’Dell als Autor.
Der ehemalige NBA-Basketballspieler und jetzige Trainer Vernell Eufaye Coles gab wiederholt an, sein Spitzname „Bimbo“ stamme von dem gleichnamigen Lied.

## Veröffentlichung
Das Lied war titelgebend für das 1957 bei RCA Victor erschienene Album von Reeves.

## Coverversionen
Der Titel wurde von zahlreichen Künstlern wie Gene Autry (1953), Pee Wee King (1953), Sonny James (1960), Sandy Nelson (1962), Del Reeves (1966) und Kitty Wells (1966) gecovert. Bibi Johns nahm 1954 eine deutsche Version mit dem Text von Kurt Feltz auf. Die Plattform cover.info verzeichnete im März 2023 22 Versionen des Liedes, auf secondhandsongs.com waren 39 Versionen verzeichnet.

## Chartplatzierungen
| Jahr | Titel Interpretation | Höchstplatzierung, Gesamtwochen, AuszeichnungChartplatzierungen (Jahr, Titel, Interpretation, Platzierungen, Wochen, Auszeichnungen, Anmerkungen) | Höchstplatzierung, Gesamtwochen, AuszeichnungChartplatzierungen (Jahr, Titel, Interpretation, Platzierungen, Wochen, Auszeichnungen, Anmerkungen) | Anmerkungen |
| Jahr | Titel Interpretation | DE | UK | Anmerkungen |
| ---- | -------------------- | --- | --- | ----------- |
| 1954 | Bimbo Jim Reeves     | — | — |             |
| 1954 | Bimbo Ruby Wright    | — | UK7 (5 Wo.)UK |             |
| 1954 | Bimbo Bibi Johns     | DE27 (4 Wo.)DE | — |             |
| 1954 | Bimbo Pee Wee King   | — | — |             |